# Lodygin (krater księżycowy)
Lodygin – krater uderzeniowy znajdujący się na Księżycu. Leży na południowy wschód od dużego krateru Galois. Na północnym wschodzie znajduje się krater Paschen a na południu leży krater Apollo.
Zewnętrzna ściana krateru Lodygin jest mocna uszkodzona wzdłuż zachodnich i północno-zachodnich części, które leżą blisko krateru Galois. Ten brzeg jest bardzo zniekształcony i pokryty mniejszymi kraterami. Reszta brzegu w kierunku wschodnim i południowym jest stosunkowo nietknięta. Wnętrze zachowało się w oryginalnym stanie i zawiera wyraźny, niski centralny szczyt oraz posiada kilka małych kraterów.

## Satelickie kratery
| Lodygin | Szer. Selen. | Dług. Selen. | Średnica |
| ------- | ------------ | ------------ | -------- |
| C       | 15,9° S      | 144,5° W     | 30 km    |
| F       | 17,6° S      | 142,8° W     | 47 km    |
| J       | 18,5° S      | 145,1° W     | 25 km    |
| L       | 22,6° S      | 145,4° W     | 25 km    |
| M       | 19,2° S      | 146,2° W     | 14 km    |
| R       | 18,3° S      | 149,2° W     | 30 km    |